# Atemwende

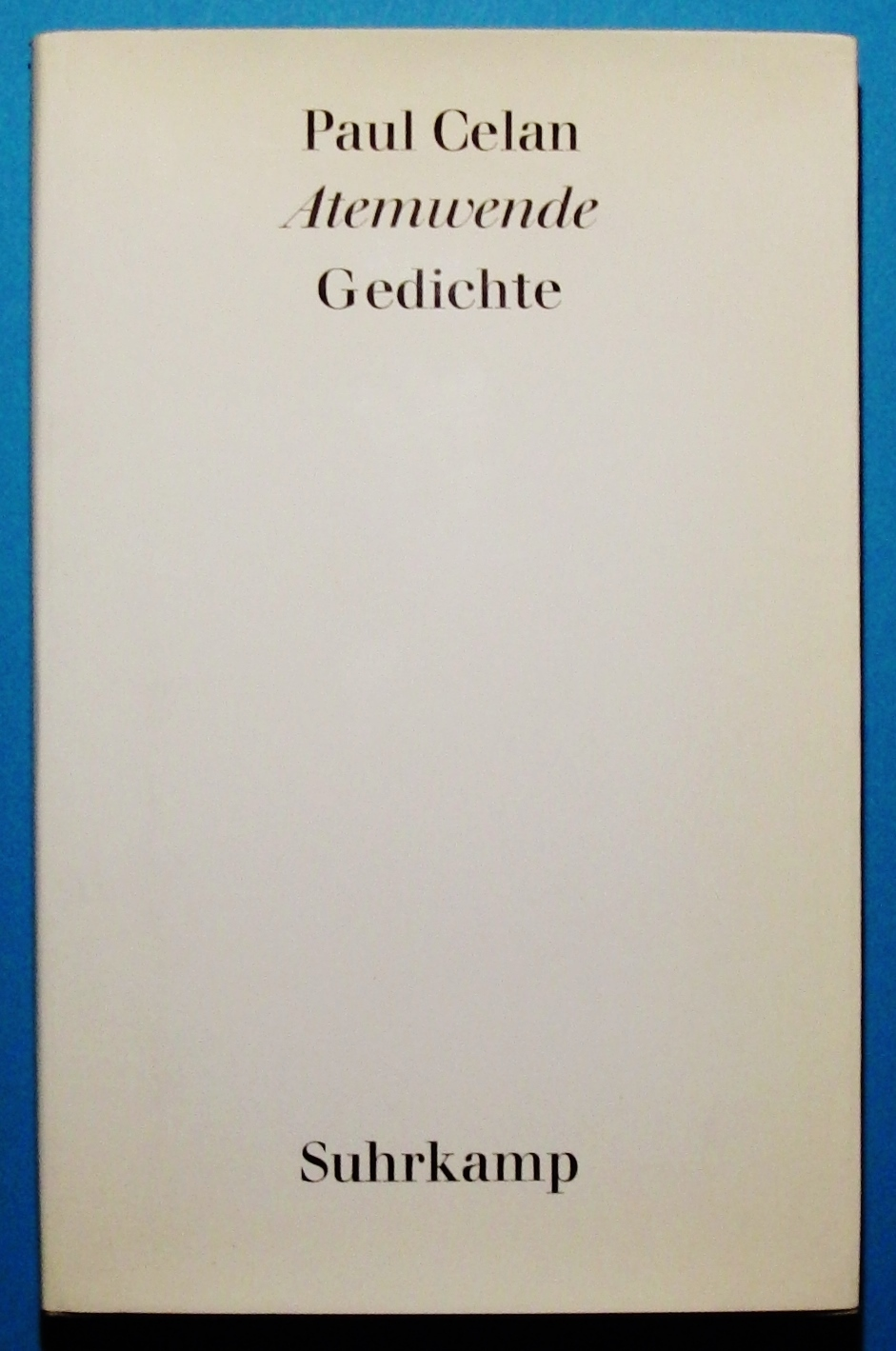
Erstausgabe (Suhrkamp, 1967)

Atemwende ist ein 1967 erschienener Gedichtband von Paul Celan.

## Inhalt und Gliederung
Der bei Suhrkamp in Frankfurt am Main verlegte Band enthält 80 Gedichte, die in den Jahren 1963 bis 1965 entstanden sind. Die Gedichte des ersten der insgesamt fünf Zyklen (I-V) des Bandes waren bereits 1965 unter dem Titel Atemkristall in einer bibliophilen Ausgabe bei Brunidor (Paris) erschienen. 

## Ausgaben (Auswahl)
- Erstausgabe: Atemwende. Gedichte. Suhrkamp, Frankfurt am Main 1967.
- Tübinger Ausgabe: Atemwende. Vorstufen – Textgenese – Endfassung. Suhrkamp, Frankfurt am Main 2000. ISBN 3-518-41140-3